# Mycterus articulatus
Mycterus articulatus es una especie de coleóptero de la familia Mycteridae.

## Distribución geográfica
Habita en el Paleártico.